# Michie Stadium
O Michie Stadium é um estádio localizado em West Point, Nova Iorque, Estados Unidos, possui capacidade total para 38.000 pessoas, é a casa do time de futebol americano universitário Army Black Knights football da Academia Militar dos Estados Unidos. O estádio foi inaugurado em 1924.